# Ernst Christian Reventlow
Ernst Christian greve Reventlow (født 26. juli 1799 i Slesvig by, død 12. februar 1873 på Gut Farve) var en holstensk godsejer og politiker, bror til Christian Andreas Julius, Heinrich og Friedrich Reventlou.
Han var søn af Heinrich greve Reventlow og Sophia Anna rigsgrevinde Baudissin, blev immatrikuleret 1818 ved universitetet i Kiel, 1819 ved universitetet i Heidelberg og blev 1822 cand.jur. fra Gottorp og var 1823-26 attaché ved det danske gesandtskab i Berlin. Reventlow nærede som sin bror Friedrich slesvig-holstenske anskuelser, blev 1840 landdagsmarskal for den slesvig-holstenske provinsial-landdag, støttede oprørsregeringen i 1848, var 1855-56 medlem af Rigsrådet, verbitter i Itzehoe Kloster og efter 2. Slesvigske Krig medlem af det preussiske Herrehus.
Reventlow ejede godserne Gut Farve i kredsen Oldenburg (1829) og Gut Wittenberg (1842-51).
Reventlow var 1835 blevet kammerherre (slettet 20. maj 1852) og 28. juni 1840 Ridder af Dannebrog, men mistede begge udmærkelser efter sin støtte til oprørsregeringen.
Reventlow blev gift 28. oktober 1825 på Gut Hagen ved Segeberg med Sophie Adelaide von Buchwaldt (9. august 1802 - 23. februar 1882 på Gut Neudorf), datter af Wolf von Buchwaldt (1764-1820) og Benedicte Charlotte Blome (1772-1802).